# Gianluigi Jessi
Gianluigi Jessi (Bergamo, 7 luglio 1945) è un ex cestista, allenatore di pallacanestro e pilota di rally italiano.

## Biografia
Nato a Bergamo, prima di cimentarsi nel basket ha militato nelle giovanili del Petrarca Rugby. Dopo aver smesso con il basket giocato ha intrapreso la carriera da allenatore di pallacanestro e ha preso parte a qualche gara di rally con una Opel Ascona.
È laureato in Economia e Commercio all'Università di Napoli.
Appassionato di modellismo e giocattoli, ha fondato a Padova il Museo veneto del giocattolo che contiene 400 pezzi fra giochi antichi e moderni.

## Carriera

### Club
Ha giocato per la Pallacanestro Petrarca Padova per Gorizia, Napoli e Ponte di Brenta in Provincia di Padova dove ha chiuso la carriera.

### Nazionale
Ha indossato la casacca azzurra agli Europei di Helsinki, ai Giochi del Mediterraneo di Tunisi e ai Mondiali in Uruguay e Argentina. Inoltre ha fatto parte della Nazionale militare e della comitiva italiana alle Olimpiadi di Città del Messico.